# Stiepnoj (rejon gorodiszczeński)
Stiepnoj (ros. Степной) – osiedle w Rosji, w obwodzie wołgogradzkim, w rejonie gorodiszczeńskim. W 2010 liczyło 2273 mieszkańców.